# Нонакрида
Нонакрида (грч. Νώνακρις) је у грчкој митологији била нимфа.

## Митологија
Нонакрида је била нимфа Најада, чији је отац био највероватније локални речни бог. Овидије ју је у својим „Метаморфозама“ описао као толико лепу, да је и сам Зевс застао задивљен њеним изгледом. Према Паусанији су град Нонакрида и извор у том граду добили назив по њој. Према истом аутору, била је Ликаонова супруга и Калистина мајка. Ова нимфа је повезана са нимфама Киленом и Номијом, које неки аутори наводе као Ликаонове супруге.